# Hamirpur (distrikt i Himachal Pradesh)
Hamirpur (hindi: हमीरपुर जिला) er et distrikt i den indiske delstat Himachal Pradesh. Distriktets hovedstad er Hamirpur. 

## Demografi
Ved folketællingen i 2011 var der 454,293 indbyggere i distriktet, mod 412,700 i 2001. Den urbane befolkningen udgør 6,91 % af befolkningen.
Børn i alderen 0 til 6 år udgjorde 10,50 % i 2011 mod 12,28 % i 2001. Antallet af piger i den alder per tusinde drenge er 881 i 2011 mod 850 i 2001.